# Завади (гміна Бараново)
Завади (пол. Zawady) — село в Польщі, у гміні Бараново Остроленцького повіту Мазовецького воєводства.
Населення — 503 особи (2011).
У 1975-1998 роках село належало до Остроленцького воєводства.

## Демографія
Демографічна структура станом на 31 березня 2011 року:
|          | Загалом | Допрацездатний вік | Працездатний вік | Постпрацездатний вік |
| -------- | ------- | ------------------ | ---------------- | -------------------- |
| Чоловіки | 259     | 66                 | 170              | 23                   |
| Жінки    | 244     | 63                 | 130              | 51                   |
| Разом    | 503     | 129                | 300              | 74                   |